# 苏州健雄职业技术学院
苏州健雄职业技术学院是位于江苏省苏州市太仓市的一所公办全日制普通专科学校，以太仓籍物理学家吴健雄名字命名。

## 历史
- 2004年7月，江苏省政府发布《省政府关于建立无锡城市职业技术学院等8所高等职业学校的通知》[2]：在太仓市广播电视大学、太仓师范学校、太仓工业学校基础上，建立健雄职业技术学院，同时撤销太仓师范学校、太仓工业学校建制。
- 2014年3月，健雄职业技术学院更名为苏州健雄职业技术学院。[3]更名后仍为专科层次的公办普通高等学校，学校的管理体制、经费渠道等不变。

## 专业设置
- 机电工程系
- 软件与服务外包学院
- 化学工程与生物技术系
- 现代港口与物流管理系
- 应用外语系
- 艺术设计系
- 职业发展教育中心
- 继续教育学院
- 电气工程学院